# Университет Линнань
Университет Линнань (嶺南大學, Lingnan University или LU) — общественный гуманитарный университет, расположенный в Гонконге, в районе Тхюньмунь. Основан в 1888 году в Гуанчжоу, с 1967 года началась история гонконгского отделения. Член Ассоциации христианских университетов и колледжей Азии (англ. Association of Christian Universities and Colleges in Asia, ACUCA). 

## История
Основан в 1888 году американскими пресвитерианами как христианский колледж в Кантоне. В 1900 году, в связи с Ихэтуаньским восстанием, учебное заведение перебралось в Макао, в 1904 году вернулось в Кантон,  в специально построенное новое здание. В 1938 году, после оккупации Кантона японскими войсками, колледж переехал в Гонконг, а в 1941 году, после падения британской колонии, переехал в Шаогуань. После окончания Второй мировой войны школа вернулась в свой кампус в Гуанчжоу.
После прихода к власти коммунистов колледж остался в Гуанчжоу и в 1952 году вошёл в состав местного университета имени Сунь Ятсена. В 1967 году, благодаря бежавшим выпускникам, в Гонконге была образована школа Линнань. В 1978 году школа стал называться колледж Линнань (специализировался на послешкольном образовании), в 1985 году в учебном заведении была введена междисциплинарная программа получения степеней.  

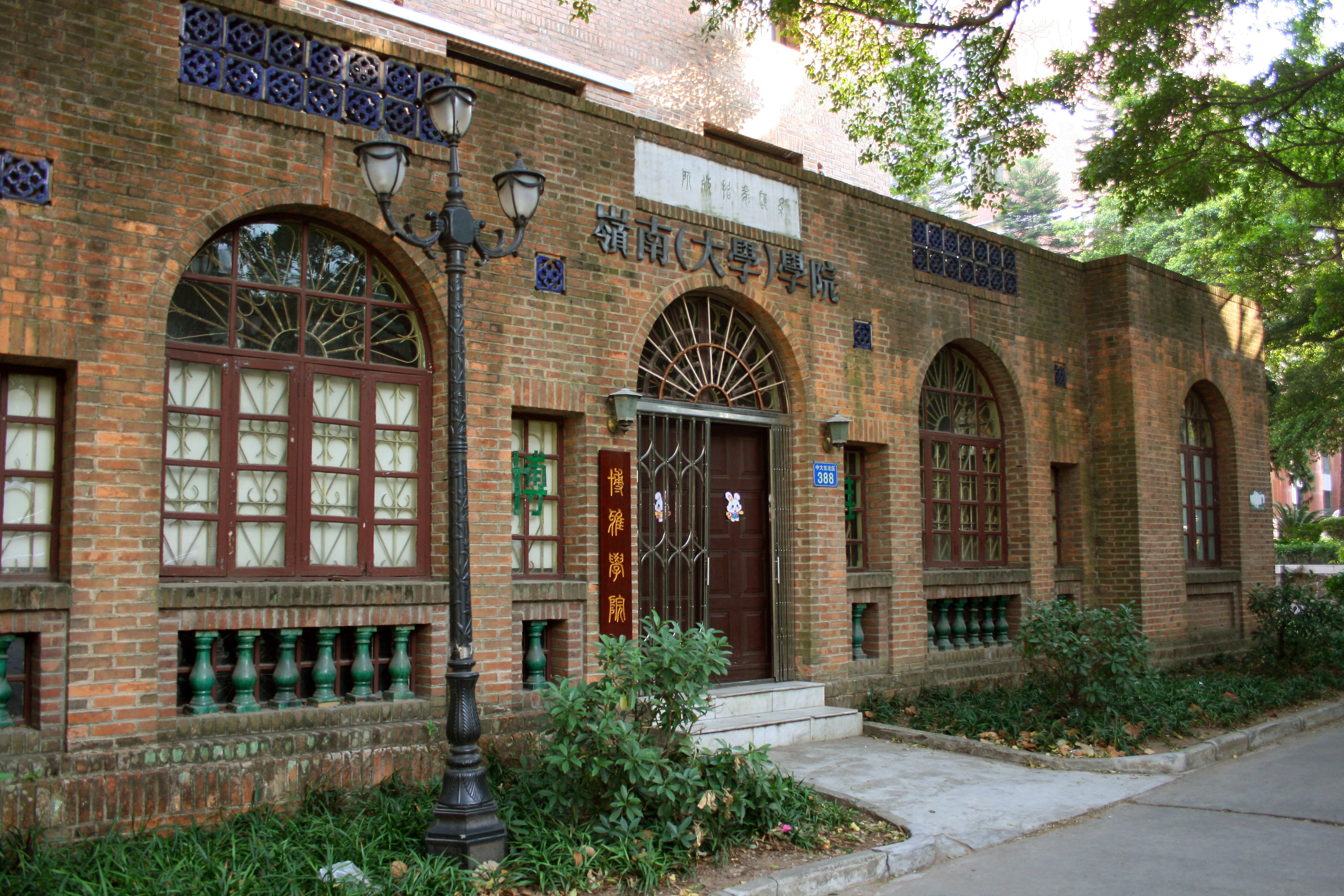
Старое здание Линнань в Гуанчжоу

В 1991 году колледж получил финансирование от правительства Гонконга, с 1992 года стал выдавать выпускникам степени бакалавра, в 1995 году переехал в новый кампус в округе Тхюньмунь. В 1999 году Линнань был аккредитован как университет и соответственно поменял своё название. В ходе расширения университетских площадей был построен новый корпус — Simon and Eleanor Kwok Building (филантропами выступили владельцы крупнейшей гонконгской сети магазинов косметики Sa Sa International Holdings Саймон и Элеанора Куок).
В 2001 году при университете был основан самофинансируемый Институт последипломного образования Линнань (LIFE), позволяющий получить дипломы по прикладной психологии, управлению бизнесом, косметологическому менеджменту, управлению логистикой, деловым коммуникациям и деловому английскому.  
В 2003 году при университете был основан Общественный колледж, где студенты получали степень младшего специалиста (новый кампус для колледжа был закончен в 2005 году).

## Структура
- Факультет искусств (департаменты китайского языка, английского языка, перевода, культурных исследований, истории, философии, визуальных исследований, центр английского и дополнительных языков, центр обучения и оценки китайского языка)
- Факультет бизнеса (департаменты бухгалтерского учёта, финансов и страхования, менеджмента, маркетинга и международного бизнеса, компьютерных наук)
- Факультет социальных наук (департаменты экономики, политологии, социологии и социальной политики)[7]

Также в состав университета входят Азиатско-Тихоокеанский институт изучения старости, Центр гуманитарных исследований, Центр азиатско-тихоокеанских исследований, Центр изучения государственной политики, Гонконгский институт изучения бизнеса, Центр исследований кино, Программа исторических исследований Гонконга и Южного Китая.

## Кампус
В состав кампуса входят учебные корпуса, общежития, столовые, библиотека и спортивный центр.